# Новоалексеевка (Оренбургская область)
Новоалексе́евка — село в Грачёвском районе Оренбургской области, входит в состав Петрохерсонецкого сельсовета.

## География
Находится на расстоянии примерно 15 км (по прямой) на северо-восток от районного центра села Грачёвка.

## История
Село основано украинцамив 1888 году. Название получило по имени ходока Алексея Мягкохода. В 1900 году хутор Ново-Алексеевский имел 48 дворов и 212 жителей, в 1928 году — 31 двор и 152 человека. В 1930-е годы существовал колхоз «Запорожье».

## Население
| 2010 |
| ---- |
| 95   |

Население составляло 101 человек (91 % русские) по переписи 2002 года, 95 человек по переписи 2010 года.